# Gueorgui Márkov
Georgi o Gueorgui Ivanov Márkov (en búlgaro Георги Иванов Марков, Sofía, Bulgaria, 1 de marzo de 1929-Londres, Inglaterra, 11 de septiembre de 1978) fue un notable disidente búlgaro. Márkov trabajó originalmente como novelista y dramaturgo, pero en 1969 desertó de la entonces Bulgaria comunista de Todor Zhivkov.
Después de mudarse a Occidente, trabajó como periodista para el World Service («Servicio mundial») de la emisora británica BBC, para la radio Free Europe y también para la cadena Deutsche Welle de la entonces Alemania Occidental.
Desde sus programas de radio era un severo crítico del régimen comunista imperante en su país, en particular del dirigente Zhivkov, por lo que el gobierno búlgaro decidió asesinarlo, pidiendo ayuda técnica al KGB soviético para llevar a cabo la operación. Georgi fue envenenado en Londres en 1978.

## Vida en Bulgaria
Georgi Márkov nació el 1° de marzo de 1929 en un barrio de la capital búlgara Sofía. En 1946 se graduó de la escuela secundaria y comenzó sus estudios universitarios de química industrial. Márkov trabajó inicialmente como ingeniero químico y profesor en una escuela técnica. A la edad de 19 años cayó enfermo de tuberculosis, lo que lo obligó a tratarse en diversos hospitales. 
Hizo sus primeros intentos literarios durante ese tiempo. En 1957 publicó «La noche de Celsius» y seguidamente vieron la luz las novelas «El Ajax ganador» (1959) y dos colecciones de historias cortas (1961). 
En 1962 publicó la novela «Hombres», que ganó el premio anual de la Unión de Escritores Búlgara, y posteriormente fue aceptado como miembro de esa asociación, ya que se trataba de un prerrequisito fundamental e inexcusable a fin de iniciar una carrera profesional en literatura durante la época comunista en Bulgaria. Márkov comenzó a trabajar en la editorial estatal "Narodna Mladezh".
Las colecciones «Un retrato de mi doble» (1966) y «La Mujer de Varsovia» (1968) le aseguraron su lugar como uno de los más talentosos jóvenes escritores de la Bulgaria en la década de 1960. Márkov también escribió una serie de obras de teatro, pero la mayoría de ellas nunca llegaron a ser representadas -o, si lo hicieron, fueron retiradas- debido a la fuerte censura comunista de la época. Entre ellas, se encontraban: «Reptar bajo el arco iris», «El Ascensor», «Asesinato en el callejón sin salida», «Comunistas» y «Yo era él».
Su novela «El techo» fue prohibida cuando ya estaba en la etapa de impresión, cuando los censores se enteraron de que describía en términos alegóricos el colapso del techo de una fábrica de acero llamada nada menos que «Lenin». Márkov es uno de los autores de la popular serie de televisión «En cada hito», que creó el personaje de la Segunda Guerra Mundial, el detective Velinsky, y su némesis de la Resistencia, Deyanov.
Durante ese tiempo, y a pesar de la prohibición de algunas de sus obras, Georgi Márkov fue un reconocido autor. En esa época, Márkov llevaba un estilo de vida bohemio que era desconocido para la mayoría de los búlgaros.

## El escritor y disidente
En 1969 Georgi Márkov viajó a Italia, donde vivía su hermano. Su idea inicial era esperar que las "nubes de prohibición sobre sus obras se despejasen", pero poco a poco cambió de opinión y decidió quedarse en Occidente, sobre todo después de septiembre de 1971, cuando el Gobierno búlgaro se negó a prorrogar su pasaporte. Márkov se trasladó finalmente a la capital británica de Londres, donde comenzó a estudiar inglés y en 1972 ingresó a trabajar a la división búlgara del World Service ("servicio mundial") de la BBC.
Incluso intentaría incursionar en la industria del cine, con la esperanza inicial de ser asistente de Peter Uvaliev, pero finalmente no tuvo éxito. Más tarde, también colaboraría con la radio Free Europe y con la alemana Deutsche Welle. Así las cosas, en 1972 sería suspendida su membresía de la Unión de Escritores búlgaros, y se lo condenó en rebeldía a seis años y seis meses de prisión por su deserción a Occidente.
Ya ingresado en una lista negra oficial, sus obras fueron retiradas de las bibliotecas y de las librerías oficiales, y su nombre no sería mencionado en los medios de comunicación oficiales de Bulgaria hasta 1989, en vísperas del inminente colapso del régimen comunista de Todor Zhivkov. El Servicio Secreto búlgaro archivó el legajo o "prontuario" de Márkov bajo el nombre código "Wanderer".

Hoy en día, los búlgaros presentan un buen ejemplo de lo que significa existir bajo una tapa que no pueden levantar y que ya no creen que alguien pueda levantar... Y el lema interminable es que millones de altavoces resuenan al cabo de que todo el mundo está luchando por la felicidad de los demás. Cada palabra pronunciada bajo la tapa cambia constantemente su significado. Mentiras y verdades cambian sus valores con la misma frecuencia de la corriente alterna... Hemos visto cómo se desvanece la personalidad, cómo se destruye la individualidad, cómo se corrompe la vida espiritual de todo un pueblo con el fin de convertirlos en un rebaño de ovejas apático. Hemos visto muchas de esas manifestaciones que humillan la dignidad humana, donde se espera que la gente normal aplauda la miserable mediocridad que ha proclamado a sí mismo un oleaje condescendiente de un semidiós y para ellos desde las alturas de la inviolabilidad policiaca...
Georgi Márkov describió la vida bajo un régimen totalitario en su libro The Truth that Killed (La verdad que mató).

En 1974 su obra "Para rastrear bajo el arco iris" fue puesta en escena en Londres, mientras que en Edimburgo la obra "Arcángel Miguel" (Archangel Michael), escrita en inglés, ganó el primer premio. Por su parte, su novela "El muy honorable chimpancé" (escrita en coautoría junto a David Philips), sería publicada después de su muerte.
Márkov se casó en 1975 con Annabelle Dilk. La pareja tuvo una hija, Alexandra-Raina, que nacería un año después.
Entre 1975 y 1978, Márkov trabajó en la redacción de sus "Informes en ausencia" (In absentia reports), su particular análisis de la vida diaria y cotidiana en la Bulgaria comunista. Estos serían difundidos semanalmente en la Radio Europa Libre. Sus críticas hacia el gobierno comunista y personalmente al líder del Partido, Todor Zhivkov, terminarían haciendo de Markov uno de los más odiados enemigos del régimen.
Los informes fueron publicados en Bulgaria después de la caída del gobierno comunista en 1990. En el año 2000, Márkov recibió póstumamente 
la orden Stara Planina, la más alta distinción otorgada por el gobierno de la Bulgaria actual, debido a su "contribución significativa a la literatura búlgara, el teatro y la no-ficción, y por su excepcional oposición cívica y enfrentamiento al régimen comunista".

## Ataque y muerte
Un agente de la policía secreta búlgara, Darzhavna Sigurnost (en búlgaro: Държавна сигурност, abreviado ДС), con la asistencia de la KGB ya había hecho dos intentos fallidos de matar a Márkov, antes de que llevara a cabo un tercero con éxito. 
El 7 de septiembre de 1978 (justo el día del cumpleaños de Todor Zhivkov), Márkov caminó a través del Puente de Waterloo, que cruza el río Támesis, y se puso a esperar en una parada de autobús al otro lado, cuando sintió que un hombre con un paraguas le pinchaba en una pierna.
El hombre se disculpó y se alejó. Márkov diría más tarde a los médicos que lo trataron que el hombre en cuestión se había disculpado "con un acento extranjero". El extraño evento es recordado como "El asesinato del paraguas", y al parecer el autor material del mismo sería un italiano de nombre Francesco Gullino, también conocido como "Picadilly".
Márkov recordó una sensación de ardor y dolor en donde había sido pinchado, que lo atribuyó a la punta del paraguas. Cuando llegó a trabajar en las oficinas de la BBC World Service, notó que se había formado un pequeño grano rojo y el dolor del pinchazo no se había ido. Contó este incidente al menos a uno de sus colegas en la BBC. Esa tarde, desarrolló una fiebre alta y fue atendido por el Dr. Bernard Riley del hospital St. James donde murió tres días más tarde, el 11 de septiembre de 1978, a la edad de 49 años. La causa de la muerte fue el envenenamiento por ricina (obtenida a partir del ricinus communis).
Debido a las extrañas circunstancias del incidente y a las declaraciones realizadas a los médicos que lo trataron, en las que Márkov expresaba la sospecha de que había sido envenenado, Scotland Yard ordenó una minuciosa autopsia del cuerpo de Márkov. Los patólogos forenses descubrieron una esfera metálica (del tamaño de la cabeza de un alfiler) incrustada en la pantorrilla de Márkov.
El pequeño perdigón, de sólo 1,52 mm de diámetro, estaba compuesto en un 90% por platino y el 10% restante por iridio. Tenía dos agujeros con diámetros de 0,35 mm perforados a través de él, resultando en una cavidad en forma de X.
Un examen posterior por expertos de Porton Down mostró la presencia de rastros de la muy tóxica ricina. Una sustancia azucarada recubría los diminutos orificios, creando una suerte de burbuja, para que la ricina contenida en el interior de la cavidad no se escapase de su lugar antes de tiempo. El recubrimiento en cuestión habría sido especialmente diseñado para fundirse a 37° centígrados (la temperatura normal del cuerpo humano). Cuando el pequeño perdigón fue disparado en la pantorrilla de Márkov, la capa protectora se fundió, por lo que la ricina quedó liberada, siendo absorbida por el torrente sanguíneo de la víctima, condenándola a muerte y efectivamente matándola al poco tiempo. Incluso si los médicos que trataron a Márkov hubiesen sabido que efectivamente se trataba de envenenamiento con ricina, no habría habido básicamente ninguna diferencia, ya que en esa época no se conocía antídoto alguno contra ella.

Diagrama de una posible pistola de aire comprimido camuflada como paraguas.

Diez días antes del asesinato, se había intentado matar a Vladimir Kostov, otro desertor búlgaro, en una estación de metro de París, de la misma manera o mediante el modus operandi que pronto sufriría Márkov.
Los médicos parisinos habían encontrado el mismo tipo de perdigón en la piel de Kostov. Sin embargo, parece que la capa azúcarada que protegía el exterior de la cápsula de ricina se había dañado durante el disparo -o antes de éste-, por lo que sólo una pequeña porción del potente veneno logró ingresar en su torrente sanguíneo, derivando únicamente en un cuadro febril en Kostov.
Kostov informó de que el disparo provino de un hombre que llevaba un pequeño bolso, no un paraguas. La razón principal de esta confirmación fue la declaración de Márkov, quien, si bien dijo haber visto el paraguas que llevaba el que lo rozó "accidentalmente" en la calle, no recordaba haber sido herido con él. No obstante, los expertos forenses declararon que la probable "pistola" que había disparado el pequeño perdigón era muy sofisticada, seguramente un arma de aire comprimido, otra razón para creer que el atentado había sido llevado a cabo u ordenado por alguna organización de tipo estatal.
Vladimir Bereanu y Kalin Todorov escribieron un libro que describe la historia y los hechos; éste ha sido retirado de la venta, pero todavía está disponible.
Años después, algunos desertores del KGB de alto perfil, como los soviéticos Oleg Kalugin y Oleg Gordievsky, han confirmado que la KGB estuvo detrás del asesinato de Márkov, aunque le habían ofrecido alternativas a los asesinos búlgaros, como, por ejemplo, una jalea venenosa que debía ser frotada sobre la piel del objetivo a matar.
No obstante, hasta el día de hoy nadie ha sido acusado oficialmente por el asesinato de Márkov, en gran medida porque la mayoría de los documentos relativos a su muerte fueron probablemente destruidos antes del colapso del régimen comunista búlgaro en 1989-1990.
Uno de los principales periódicos británicos, The Times, ha informado de que el principal sospechoso es un italiano llamado Francesco Gullino (o Giullino). Aunque nació en Bari en 1946, vive en Dinamarca. Las autoridades búlgaras lo habían detenido por contrabando en dos ocasiones y le ofrecieron la cárcel o trabajar para ellos como agente secreto con base en Copenhague usando como cubierta la de un vendedor de obras de arte. La historia agrega además que el estatuto búlgaro de limitaciones expira en 2008
Un documental británico, The umbrella assassin ("El asesino del paraguas") entrevistó a personas relacionadas con el caso en la actual Bulgaria postcomunista, Gran Bretaña y los Estados Unidos, y puso de manifiesto que el principal sospechoso, Gullino, está vivo y bien, y todavía puede viajar libremente por toda Europa.
En junio de 2008, se informó que la policía británica, Scotland Yard, había renovado su interés en el caso. Se enviaron detectives a Bulgaria y se hicieron solicitudes para entrevistar a ciertas personas. También parece haber un renovado interés por parte de las autoridades búlgaras en ver el caso resuelto.
Crimen sin resolver
20 años después del asesinato de Márkov, el entonces presidente de Bulgaria, Peter Stoyanov, le diría a la BBC durante una entrevista que el homicidio del escritor disidente había sido uno de los episodios más oscuros en la historia del régimen comunista.
Las autoridades búlgaras dieron por cerrada su investigación en 2013 después de que esta prescribiera por falta de pruebas, aunque la investigación de Scotland Yard permanece abierta.
El 11 de septiembre de 2014, el presidente Rosen Plevneliev inauguró una estatua en honor de Márkov en una plaza de Sofía.

## En la cultura popular
El grupo escocés postpunk Fingerprintz menciona el extraño homicidio en una canción de su álbum The very dab (algo así como "el golpecito"), lanzado en 1979, un año después de la muerte de Márkov. El nombre de la canción en cuestión en Wet job ("trabajo húmedo"), y en una parte dice "estaba esperando un autobús [...] en la hora pico" cuando fue asesinado. El tema además menciona que la acción (el homicidio) fue un éxito.
En un episodio del programa de televisión "Cazadores de mitos" (Mythbusters), emitido por el canal Discovery Channel, los dos anfitriones del show, Adam Savage y Jamie Hyneman, realizaron réplicas aproximadas del paraguas utilizado para asesinar a Márkov.
El asesinato de Márkov con un paraguas inspiró la creación de la película francesa Le coup de parapluie ("El golpe del paraguas") protagonizada por Pierre Richard y dirigida por Gerard Oury.
En la novela Red Rabbit ("Conejo rojo") del escritor estadounidense Tom Clancy, el asesinato de Márkov es un tema de mucho debate en la historia. Un personaje menor durante la trama, un búlgaro llamado Boris Andeyevich Strokov, revela ser el asesino. Además Strokov es contratado por el KGB para llevar a cabo el fallido intento de magnicidio de 1981 contra Juan Pablo II. Al final, Strokov es capturado y resulta muerto a manos de los servicios de inteligencia británicos británicos SIS o MI6.
En el segundo episodio de la serie de 1981 Kessler, secuela de Secret Army, el periodista belga Hugo Van Eyck es asesinado por envenenamiento en la calle con la punta de un paraguas. El efecto del veneno es inmediato y muere momentos después de ser pinchado.
En el primer capítulo de la segunda temporada de la serie Breaking Bad, Walter White (Bryan Cranston) hace referencia al asesinato por envenenamiento del periodista búlgaro para explicar a su compañero Jesse Pinkman (Aaron Paul) el plan a seguir para culminar el asesinato de Tuco Salamanca (Raymond Cruz).